# Maud (Oklahoma)
Maud é uma cidade localizada no estado norte-americano de Oklahoma, no Condado de Pottawatomie e Condado de Seminole.

## Demografia
Segundo o censo norte-americano de 2000, a sua população era de 1136 habitantes.
Em 2006, foi estimada uma população de 1155, um aumento de 19 (1.7%).

## Geografia
De acordo com o United States Census Bureau tem uma área de
2,5 km², dos quais 2,5 km² cobertos por terra e 0,0 km² cobertos por água. Maud localiza-se a aproximadamente 295 m acima do nível do mar.

## Localidades na vizinhança
O diagrama seguinte representa as localidades num raio de 20 km ao redor de Maud.